# Nationalsozialistischer Reichsbund für Leibesübungen

Flagge des NSRL

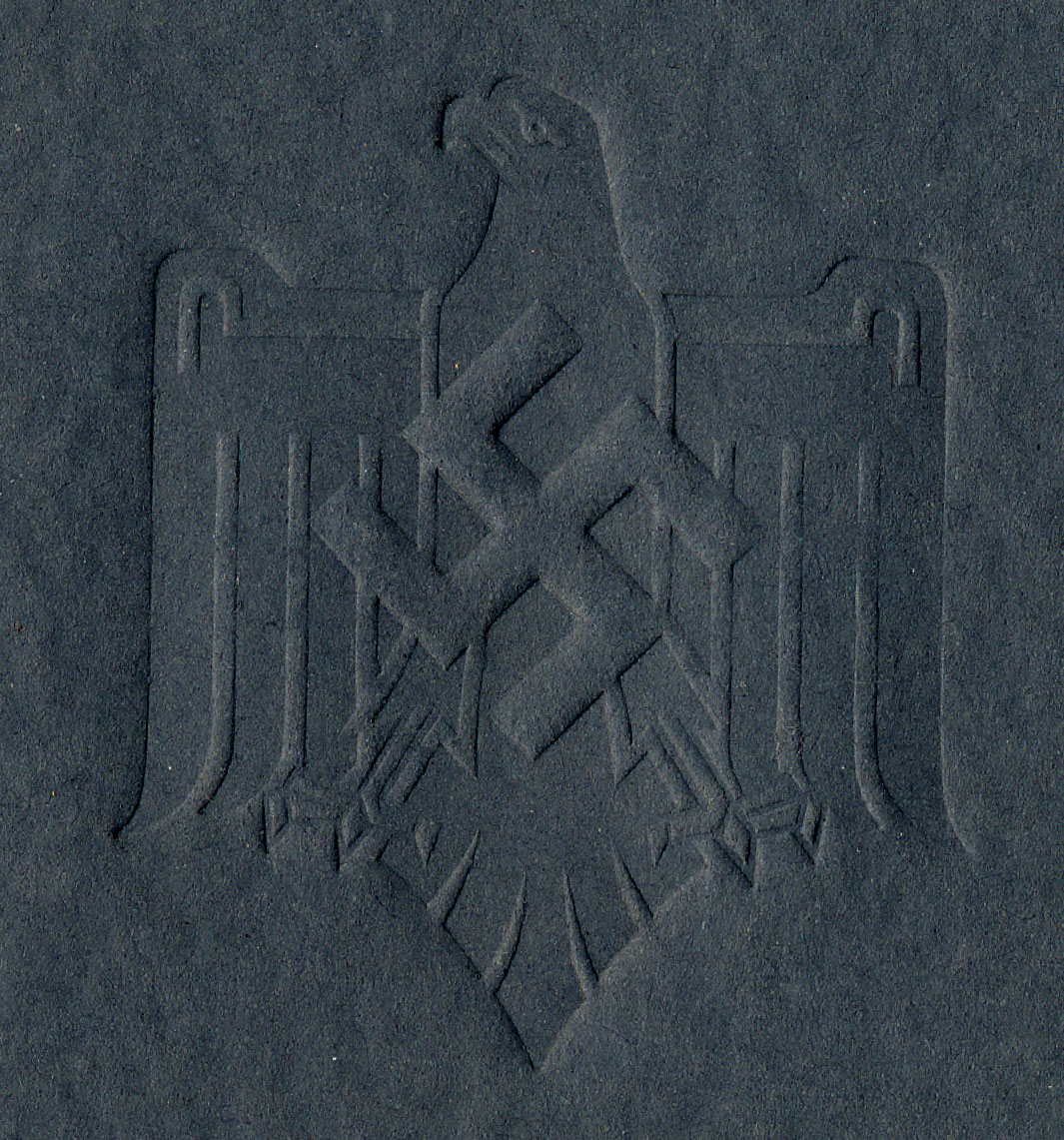
Emblem des NSRL

Der Nationalsozialistische Reichsbund für Leibesübungen (NSRL) war die Dachorganisation des Sports in Deutschland während der Zeit des Nationalsozialismus ab 1938.

## Geschichte

### Vorgeschichte
Eine Vorgängerorganisation des DRL/NSRL war der Deutsche Reichsausschuss für Leibesübungen (DRA oder, seltener, DRAfL) unter Führung von Theodor Lewald (Vorsitzender) und Carl Diem (Generalsekretär). Der DRA war 1917 aus dem Deutschen Reichsausschuss für Olympische Spiele (DRAfOS) hervorgegangen und verstand sich als Dachverband des Sports für Deutschland, umfasste aber längst nicht alle Verbände und Sportarten. Insbesondere die Vereine und Verbände des Arbeitersports waren ihm nicht beigetreten.
Nach der Machtübernahme der NSDAP 1933 wurden nicht nur Parteien und Gewerkschaften verboten und gleichgeschaltet, sondern auch alle Sportverbände mit oppositioneller politischer (z. B. sozialdemokratischer, kommunistischer oder kirchlicher) Ausrichtung. Insbesondere betraf dies die Arbeitersport-Vereine und -Verbände noch im ersten Halbjahr 1933; viele von ihnen kamen einem Verbot durch Selbstauflösung zuvor. Die national-konservativen und bürgerlichen Verbände bestanden nominell noch bis 1934 weiter, bis sie in die Einheitsorganisation des Reichsbundes für Leibesübungen eingegliedert wurden.
Am 12. April 1933 beugte sich der DRA-Vorsitzende Theodor Lewald – von den neuen Machthabern als „Halbjude“ gebrandmarkt – den Forderungen nach seinem Rücktritt. Von der Wahl eines neuen Ersten Vorsitzenden wurde nach Aufforderung durch Reichsinnenminister Wilhelm Frick abgesehen. Zu weiterführenden Verhandlungen mit der Reichsregierung hinsichtlich der Neuorganisation des Sports wurde stattdessen eine Dreierkommission gebildet, bestehend aus Heinrich Pauli (Deutscher Ruderverband), Edmund Neuendorff (Deutsche Turnerschaft) und Felix Linnemann (DFB). Am 28. April 1933 wurde der SA-Gruppenführer Hans von Tschammer und Osten, bis dahin im Sport weitgehend unbekannt, als Reichskommissar für Turnen und Sport eingesetzt. Der 'Reichsausschuss für Leibesübungen' löste sich am 5. Mai 1933 (offizielle Bekanntgabe 10. Mai) rechtswidrig – ohne den dazu satzungsgemäß notwendigen Beschluss der Mitgliederversammlung – auf und übergab den organisierten bürgerlichen Sport damit widerstandslos dem Gestaltungsdrang des NS-Regimes.
In den ersten Wochen nach der Machtübernahme gab es widerstrebende Interessen im deutschen Sport, da es an in mehreren Führungspositionen Nationalsozialisten gab, die die Gelegenheit nutzen wollten, um sich (und ggf. ihren Verband) in eine führende Stellung zu bringen. Das für den Sport auf nationaler Ebene seit 1914 zuständige Reichsinnenministerium entschied sich für das Italienische Modell des Staatssports, der Machtfülle für den Staat ohne Eigenwelt des Sports, internationale Akzeptanz und vielseitige körperliche Ertüchtigung bedeutete.
Hans von Tschammer und Osten wurde am 28. April 1933 zum Reichssportkommissar und am 19. Juli zum Reichssportführer ernannt.

### Geschichte des DRL

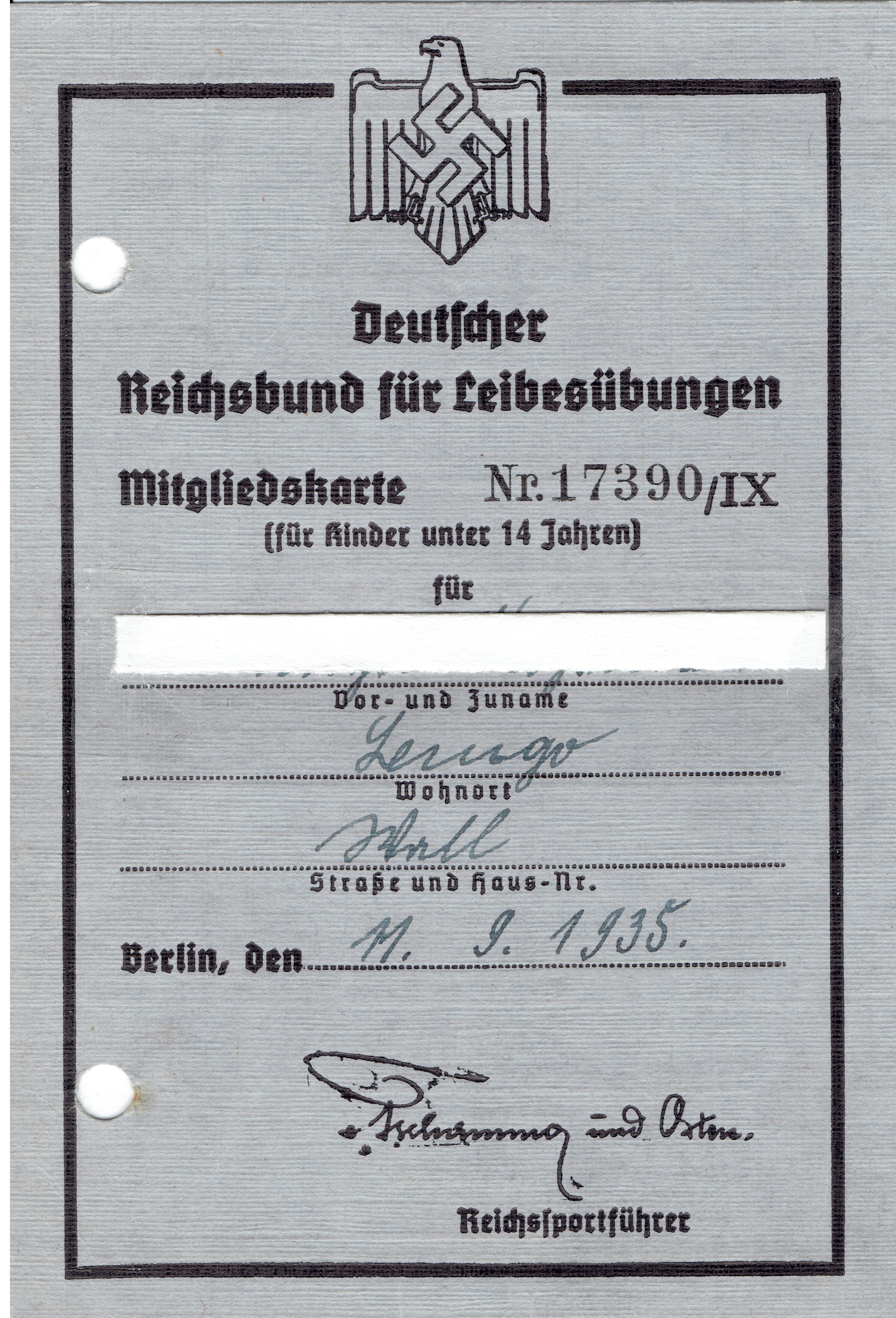
Mitgliedskarte des Deutschen Reichsbundes für Leibesübungen, September 1935

Am 23. Januar 1934 proklamierte der Reichsführerring des deutschen Sports die Gründung des Deutschen Reichsbundes für Leibesübungen (DRL); die Gründungssitzung fand am 9. März 1934 statt. Während der Deutschen Kampfspiele in Nürnberg fand unter der Leitung des Reichssportführers Hans von Tschammer und Osten am 27. Juli 1934 der erste DRL-Kongress statt, auf dem die Pläne für die organisatorische Neugestaltung verkündet werden. Nach und nach verloren fast alle Sportfachverbände ihre Eigenständigkeit und wurden als „Fachämter“ oder angeschlossene Verbände in den DRL überführt.
Die Gleichschaltung bedeutete auch, dass die bisher historisch gewachsenen Verbandsgebiete (z. B. gehörten die Fußballvereine in Göttingen zum Westdeutschen Spielverband [Sitz Duisburg], die Kanuvereine zum Leinegau, die Skivereine zum Harzer Skiverband, im Arbeitersport zu Kassel, im Turnen zu Hannover etc.) nun den politischen Gliederungen angepasst wurden. Damit stand in einer Gebietskörperschaft ein Sportführer einem kommunalen Spitzenbeamten gegenüber. Dies verbesserte die gesellschaftspolitische Stellung des Sports.
Durch Erlass Adolf Hitlers vom 21. Dezember 1938 wurde der DRL unter Umbenennung in Nationalsozialistischer Reichsbund für Leibesübungen (NSRL, auch NSRBL) zu einem „von der NSDAP betreuten Verband erhoben“. Der NSRL wurde der NSDAP unterstellt. Während der Sport vor Ort bis dahin der nationalsozialistisch geprägten Kommunalverwaltung (Bürgermeister) verantwortlich war, war man nun dem Gauführer der NSDAP unterstellt. Dort, wo Gaugebiet und Gebietskörperschaft nicht übereinstimmten, konnte es auch zu Veränderungen in den Zuschnitten der Sportorganisationen kommen. Der Sitz des NSRL war das Haus des Deutschen Sports auf dem Reichssportfeld in Berlin.
Hans von Tschammer und Osten, 1938 zum Staatssekretär im Innenministerium ernannt, war NSRL-Vorsitzender. Nach seinem Tod im März 1943 wurde Karl Ritter von Halt sein kommissarischer Nachfolger.
Die Strukturen des NSRL waren auch während des Weltkrieges intakt. Allerdings mussten Veranstalter für je 50 Zuschauer einen ausgebildeten Luftschutzhelfer stellen, was vor allem für den Profi-Sport eine Herausforderung darstellte. Die insgesamt in der NS-Zeit gut finanzierten Turn- und Sportvereine wurden z. B. in Hannover noch im Februar 1945 aufgefordert, nicht zu vergessen, die Übungsleiterzuschüsse zu 1944 zu beantragen.
Mit dem Kontrollratsgesetz Nr. 2 (Auflösung und Liquidierung der Naziorganisationen) vom 10. Oktober 1945 wurde auch der Reichsbund durch den Alliierten Kontrollrat verboten, eine Neugründung untersagt und ihr Eigentum beschlagnahmt. Die im Reichsbund erfassten Sportvereine verbot die Kontrollratsdirektive Nr. 23 vom 17. Dezember 1945. Unter bestimmten Voraussetzungen erlaubte sie Neugründungen.

## Führung
An der Spitze des DRL stand der Reichssportführer. Ab 1934 waren alle Reichssportführer zugleich Präsidenten des Deutschen Olympischen Ausschusses.

## Gliederung

### Fachliche Gliederung
| - Fachamt 1: Geräteturnen, Gymnastik und Sommerspiele(1) - Fachamt 2: Fußball, Rugby, Kricket(2) - Fachamt 3: Leichtathletik - Fachamt 4: Handball/Basketball - Fachamt 5: Schwimmen - Fachamt 6: Schwerathletik - Fachamt 7: Boxen - Fachamt 8: Fechten | - Fachamt 9: Hockey - Fachamt 10: Tennis - Fachamt 11: Rudern - Fachamt 12: Kanusport - Fachamt 13: Eis- und Rollsport - Fachamt 14: Schilauf(2) - Fachamt 15: Radfahren |

Außer diesen Fachgebieten wurden innerhalb des Reichsbundes einige andere durch weiterhin bestehende Fachverbände betreut:
| - 16. Deutscher Segler-Verband - 17. Deutscher Bergsteiger-Verband - 18. Deutscher Wanderverband - 19. Deutscher Kegler-Bund - 20. Deutscher Schützen-Verband | - 21. Deutscher Golf-Verband - 22. Deutscher Bob- und Schlittensport-Verband - 23. Deutscher Tisch-Tennis-Bund - 24. Deutscher Amateur-Billard-Verband - 25. Kampfring für völkische Freikörperkultur |

(1) Zu den Sommerspielen zählten die Turnspiele Schlagball, Faustball, Korbball, Schleuderball, Ringtennis – (2) Original-Schreibweise.

### Gebietliche Gliederung

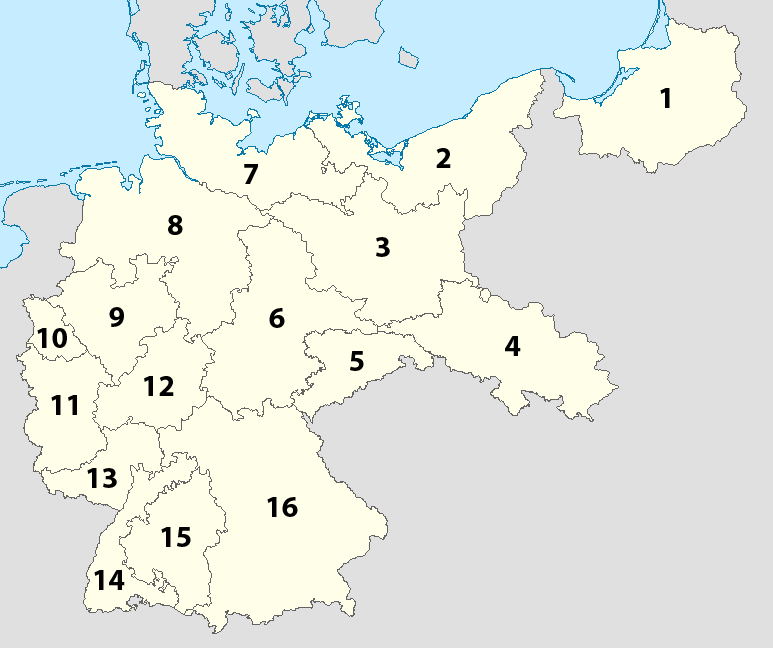
Gebietsstand der Sportbereiche 1933

Sie entsprach der der NSDAP. Wo die Erfordernisse des praktischen Sportbetriebs es sinnvoll erscheinen ließen, wurden mehrere Gaue der NSDAP zu Sportbereichen zusammengeschlossen.
| - Sportbereich 1: Ostpreußen - Sportbereich 2: Pommern - Sportbereich 3: Berlin-Brandenburg - Sportbereich 4: Schlesien - Sportbereich 5: Sachsen - Sportbereich 6: Mitte (1) - Sportbereich 7: Nordmark (2) - Sportbereich 8: Niedersachsen - Sportbereich 9: Westfalen - Sportbereich 10: Niederrhein - Sportbereich 11: Mittelrhein | - Sportbereich 12: Hessen - Sportbereich 13: Südwest (3) - Sportbereich 14: Baden - Sportbereich 14a: Elsaß - Sportbereich 15: Württemberg-Hohenzollern - Sportbereich 16: Bayern - Sportbereich 17: Ostmark (4) - Sportbereich 18: Sudetenland - Sportbereich 19: Danzig-Westpreußen - Gau Wartheland |

(1) Thüringen, Anhalt und die Provinz Sachsen. – (2) Schleswig-Holstein, Hamburg, Mecklenburg. – (3) Pfalz und (ab 1935) das Saargebiet. – (4) Österreich ab 1938.

### Verteilung der Mitglieder
Der Nationalsozialistische Reichsbund für Leibesübungen zählte am 1. Januar 1937 45.096 Vereine mit 3.582.776 aktiven Mitgliedern (517.992 weibliche/3.064.784 männliche). Am 1. April 1939 wurden 44.622 Vereine mit 3.668.206 aktiven Mitgliedern (davon 526.084 weibliche) gezählt, die folgende Sportarten betrieben:
| Sportart           | Vereine/Abteilungen | Ausübende gesamt | davon weiblich |
| ------------------ | ------------------- | ---------------- | -------------- |
| 01. Geräteturnen   | 12.773              | 662.567          | 234.190        |
| 02. Fußball        | 10.928              | 483.302          | 0              |
| 02. Rugby          | 00052               | 001.925          | 0              |
| 02. Kricket        | 00006               | 000088           | 0              |
| 03. Leichtathletik | 07.366              | 268.183          | 58.817         |
| 04. Handball       | 04.774              | 152.943          | 14.229         |
| 04. Basketball     | 00156               | 003.396          | 00522          |
| 05. Schwimmen      | 02.643              | 129.142          | 41.482         |
| 06. Gewichtheben   | 00809               | 012.777          | 0              |
| 06. Ringen         | 00748               | 015.263          | 0              |
| 06. Jiu Jitsu      | 00220               | 007.957          | 00068          |
| 07. Boxen          | 00872               | 017.904          | 0              |
| 08. Fechten        | 00548               | 009.088          | 02.505         |
| 09. Hockey         | 00411               | 020.446          | 05.748         |
| 10. Tennis         | 01.840              | 079.932          | 40.361         |
| 11. Rudern         | 00757               | 049.942          | 11.433         |
| 12. Kanu           | 01.155              | 045.652          | 08.183         |
| 13. Eislauf        | 00369               | 013.944          | 04.907         |
| 13. Rollschuh      | 00142               | 004.409          | 02.364         |
| 14. Skilauf        | 02.099              | 088.395          | 26.793         |
| 15. Radfahren      | 02.951              | 061.131          | 05.093         |
| 16. Segeln         | 00460               | 019.069          | 00832          |
| 17. Bergsteigen    | 00510               | 168.450          | 28.536         |
| 18. Wandern        | 02.961              | 198.346          | 30.683         |
| 19. Kegeln         | 01.049              | 050.325          | 02.848         |
| 20. Schießen       | 14.310              | 418.404          | 02.730         |
| 21. Golf           | 00059               | 003.953          | 01.401         |
| 22. Bobsport       | 00021               | 000311           | 00029          |
| 22. Schlittensport | 00067               | 002.197          | 00682          |
| 23. Tischtennis    | 00777               | 015.810          | 03.937         |
| 24. Billard        | 00246               | 005.046          | 00067          |

Die Nummern entsprechen den Fachämtern und Fachverbänden.

## Veranstaltungen
Meisterschaften in den einzelnen Sportarten wurden von den Fachämtern und Fachverbänden durchgeführt. Der Reichsbund für Leibesübungen veranstaltete übergreifend:
- 1934 die Wintersportwoche der 4. Deutschen Kampfspiele in Schierke und Braunlage (Harz)
- 23. bis 29. Juli 1934 die 4. Deutschen Kampfspiele in Nürnberg
- 26. bis 31. Juli 1938 das Deutsche Turn- und Sportfest in Breslau

## Namen von Trophäen
Fußball: Der heutige DFB-Pokal, 1935 gestiftet, wurde 1935 bis 1943 als Tschammer-Pokal (benannt nach dem Reichssportführer) ausgespielt. Der Amateur-Länderpokal, 1909 als Kronprinzenpokal gestiftet, wurde 1935 bis 1942 als Reichsbundpokal ausgetragen.